# Víctor Iriarte
Víctor Javier Iriarte Ruiz (Pamplona, 2 de mayo de 1965) es un periodista, gestor cultural, crítico teatral y dramaturgo. En 2006, fue galardonado con el Premio Nacional de Teatro Calderón de la Barca por su obra La chica junto al flexo, editada en 2007 por el Centro de Documentación Teatral y reeditada en 2015 por Algar Editorial. En 2005, estrenó en el Teatro Gayarre de Pamplona Chssssss!, traducida y representada ese mismo año en el Teatro Oran Mor de Glasgow con el título de Whesssss!. En 2008, estrenó en el Teatro Gayarre Cuota líquida, traducida al inglés y estrenada en el Teatro Oran Mor de Glasgow en 2009 con el título Limbo.
Fue galardonado con el Premio Lope de Vega de 2019 con la obra Budapest, un silencio atronador.